# Alberto Nardin
Alberto Nardin (Bra, Piamonte, 30 de abril de 1990) es un ciclista italiano que corre en el equipo  Androni Giocattoli-Sidermec del circuito continental UCI Europe Tour.

## Palmarés
No tiene victorias destacadas como profesional